# فرنس توروک
فرنتس توروک (مجاری: Török Ferenc؛ زادهٔ ۳ اوت ۱۹۳۵) ورزشکار پنج‌گانه مدرن اهل مجارستان بود.
وی در مسابقات کشوری و بین‌المللی در مجموع برندهٔ ۶ مدال طلا، ۳ مدال نقره، ۴ مدال برنز شده‌است.